# Smiling Bulldogs
Smiling Bulldogs fue una banda de rock originaria de Jerez de la Frontera, España, activa principalmente durante la década de 2010. Su estilo musical fusionaba elementos de rock clásico, blues y soul, con referencias a influencias como The Rolling Stones o The Black Crowes. 

## Historia
Smiling Bulldogs lanzó su primer álbum, titulado Whisky & Soda, en 2012, compuesto por 15 temas de composición propia. Según el periodista A.R., el grupo practicaba "rock de calidad, de aroma clásico pero contundente", con letras que "llegan y emocionan". También destacó la elegancia de su directo y la influencia de bandas como The Black Crowes, The Rolling Stones o The Faces.
Ese mismo año, fueron entrevistados en el programa Asuntos Propios de RNE, donde se les incluyó en una lista de los "25 grupos que uno no se debe perder". Además, participaron en el festival Monkey Week en El Puerto de Santa María y aparecieron en una selección de nuevas bandas nacionales elaborada por la edición española de la revista Rolling Stone.
En marzo de 2015, la banda presentó su segundo disco, Happy Again, en la sala Malandar de Sevilla, compartiendo escenario con el grupo sevillano Electrohúmedos. El álbum fue grabado en los estudios Artesonao de Málaga y contenía catorce temas que, según declaraciones de los propios miembros, exploraban influencias del soul, funk y folk.
En octubre de 2015, Smiling Bulldogs anunció su disolución tras casi una década de actividad. En un comunicado, agradecieron el apoyo del público y anunciaron la publicación de un disco en directo titulado El Pelícano, grabado en Cádiz, con versiones de artistas como Bob Dylan, Johnny Cash, John Lennon, Ben Harper y Soundgarden.

## Estilo musical
El estilo del grupo combinaba rock, blues y soul, con letras que abordaban tanto cuestiones personales como temas sociales. Según declaraciones de sus miembros, algunas canciones hacían referencia al movimiento 15-M, aunque preferían dejar espacio a la interpretación en lugar de adoptar un discurso explícitamente político.

## Discografía
- Whisky & Soda (2012)
- Happy Again (2015)
- El Pelícano (2015, en directo)

## Miembros
- Miguel "Jiman" Carabante – voz principal
- Daniel Quiñones – bajo
- Miguel Olmedo – guitarra
- Ernesto Marín – piano y órgano Hammond
- José Manuel Ordóñez – batería
- Faé Ramos – percusión[5]

## Antiguos miembros
- Juan Carlos Barrera – guitarra y armónica
- David "Pufa" Navarro – batería